# Eddie Kelly

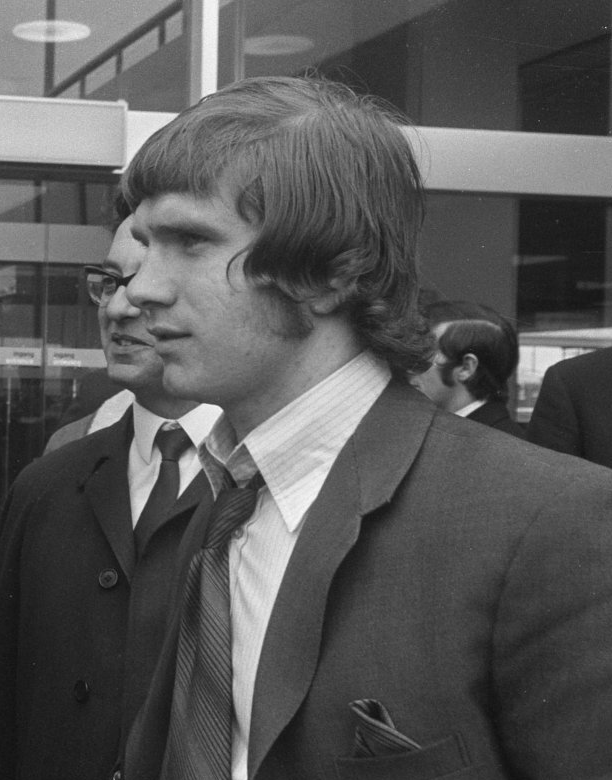
Eddie Kelly (1970)

Edward Patrick „Eddie“ Kelly (* 7. Februar 1951 in Glasgow) ist ein ehemaliger schottischer Fußballspieler.

## Leben und Karriere
Im Juli 1966 begann Kelly seine Karriere beim FC Arsenal. Anfangs nur in der zweiten Mannschaft und in der Jugend eingesetzt gab er sein Debüt gegen Sheffield Wednesday am 6. September 1969. In diesem Jahr wurde er weitere 16 Mal eingesetzt. Kelly schoss sogar ein Tor beim UEFA-Cup-Final-Triumph gegen RSC Anderlecht 1970. Beim FA-Cup-Finale 1971, das die Gunners gewannen, erzielte Kelly als Joker den Ausgleichstreffer zum 1:1. Er war der allererste Ersatzspieler, dem ein Tor im FA-Cup-Finale gelang. Weiters gewann er in dieser Saison die englische Meisterschaft. Nach einigen Verletzungen kam der Schotte wieder auf die Erfolgsspur zurück und wurde nach Tony Adams der jüngste Kapitän der Klubgeschichte. Nach weiteren Problemen mit Verletzungen, als er noch beim FC Arsenal unter Vertrag stand, wechselte er im September 1976 zu den Queens Park Rangers. Nach nur einer Saison bei den Rangers ging es weiter zu Leicester City. Nach drei Jahren bei Leicester ließ er seine Karriere bei Notts County, AFC Bournemouth und Torquay United ausklingen. International wurde Kelly nur für die U-23 Auswahl Schottlands einberufen. Heute lebt Kelly in Torquay.

### Stationen
- FC Arsenal (1966–1976) (222 Einsätze)
- Queens Park Rangers (1976–1977)
- Leicester City (1977–1980)
- Notts County (1980–1981)
- AFC Bournemouth (1981–1982)
- Torquay United (1982–1983)

### Erfolge
- 1 × englischer Meister mit dem FC Arsenal (1971)
- 1 × englischer Pokalsieger mit dem FC Arsenal (1971)
- 1 × UEFA-Cup-Sieger mit dem FC Arsenal (1970)

| Personendaten    | Personendaten                       |
| ---------------- | ----------------------------------- |
| NAME             | Kelly, Eddie                        |
| ALTERNATIVNAMEN  | Kelly, Edward Patrick (Geburtsname) |
| KURZBESCHREIBUNG | schottischer Fußballspieler         |
| GEBURTSDATUM     | 7. Februar 1951                     |
| GEBURTSORT       | Glasgow                             |